# Centralfilippinska språk
De centralfilippinska språken talas alla i Filippinerna. De mest utbredda språken i Filippinerna, med störst antal talare, är alla centralfilppinska. De talas på södra Luzon, Visayas, Mindanao, och Suluöarna.
Några viktiga centralfilippinska språk är tagalog/filipino, cebuano, hiligaynon, bikol, waray-Waray, kinaray-a, tausug. Det finns ytterligare ett 40-tal mindre språk, det exakta antalet beror på hur man drar gränsen mellan språk och dialekt. 

## Centralfilippinska språk
- Bikol-språk
  - kust-bikol
    - naga
    - virac

  - inlands-bikol
    - bikol
- Tagalog-språk
  - Tagalog
  - Filipino
- Bisaya-språk
  - Cebuano (visayan)
  - waray-waray
  - hiligaynon
- Mamanwa
- Mansakan